# Mondamin
Mondamin és una població dels Estats Units a l'estat d'Iowa. Segons el cens del 2000 tenia 423 habitants.

## Demografia
Segons el cens del 2000, Mondamin tenia 423 habitants, 175 habitatges, i 120 famílies. La densitat de població era de 355 habitants/km².
Dels 175 habitatges en un 32,6% hi vivien nens de menys de 18 anys, en un 56% hi vivien parelles casades, en un 6,9% dones solteres, i en un 30,9% no eren unitats familiars. En el 26,3% dels habitatges hi vivien persones soles el 12,6% de les quals corresponia a persones de 65 anys o més que vivien soles. El nombre mitjà de persones vivint en cada habitatge era de 2,42 i el nombre mitjà de persones que vivien en cada família era de 2,92.
Per edats la població es repartia de la següent manera: un 26,2% tenia menys de 18 anys, un 6,1% entre 18 i 24, un 29,1% entre 25 i 44, un 22% de 45 a 60 i un 16,5% 65 anys o més.
L'edat mediana era de 37 anys. Per cada 100 dones de 18 o més anys hi havia 90,2 homes.
La renda mediana per habitatge era de 40.278 $ i la renda mediana per família de 41.406 $. Els homes tenien una renda mediana de 31.667 $ mentre que les dones 21.146 $. La renda per capita de la població era de 18.123 $. Entorn del 4,9% de les famílies i el 3,1% de la població estaven per davall del llindar de pobresa.

## Poblacions més properes
El següent diagrama mostra les poblacions més properes.